# گوستاو اوتسیتسکی
گوستاو اوتسیتسکی (آلمانی: Gustav Ucicky؛ ۶ ژوئیهٔ ۱۸۹۸ – ۲۷ آوریل ۱۹۶۱) کارگردان فیلم، فیلم‌نامه‌نویس و فیلم‌بردار اهل اتریش بود. او از دهه ۱۹۳۰ تا اوایل دهه ۱۹۶۰ یکی از موفق‌ترین کارگردانان اتریش و آلمان بود. آثار او طیف گسترده‌ای از ژانرها را پوشش می‌داد، اما او بیشتر به خاطر کارش در فیلم‌های درام عاشقانه و درام تحسین شده است.
از فیلم‌های او می‌توان به سدوم و گمورا اشاره کرد.